# ガヤ (ニジェール)
ガヤ (Gaya) は、ニジェールのドッソ州の都市。2001年の人口は2万8385人。ニジェール最南部に位置し、首都ニアメからは南西に位置する。ニジェール川を挟んでベナンのマランヴィルと対する国境の町であり、ナイジェリア国境からもほど近い。ガヤはニジェールでもっとも湿潤な地域であり、年間降水量は800mmに達する。

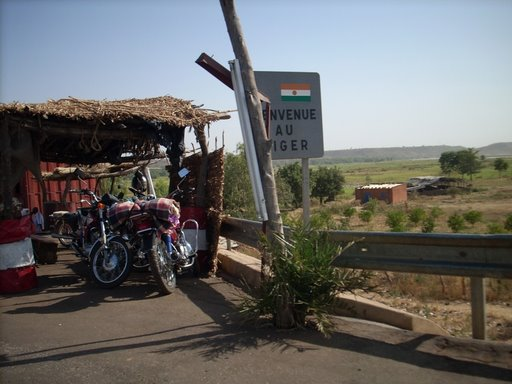
ガヤからベナンへの国境

ガヤからマランヴィルを通るルートはニジェールの輸出入のメインルートである。ニジェールの主要輸出品であるウランや綿花、落花生はマランヴィルから道路でベナン中部のパラクーへ、さらにそこからはベナン・ニジェール鉄道輸送共同体の鉄道でベナン南部のコトヌー港へ輸送され、そこから海外へ運ばれる。